# کاآناپالی (هاوایی)
کاآناپالی (به انگلیسی: Kaanapali) یک منطقهٔ مسکونی در ایالات متحده آمریکا است که در هاوایی واقع شده‌است. کاآناپالی ۱۶٫۳ کیلومتر مربع مساحت و ۱٬۰۴۵ نفر جمعیت دارد و ۰ متر بالاتر از سطح دریا واقع شده‌است.